# 小行星3916
小行星3916（3916 Maeva）是一颗围绕太阳公转的小行星。1981年8月24日，亨利·德波鸿诺在拉西拉天文台发现了此天体。
这颗小行星的绝对星等为81.12404293912033等。